# بيلين
بيلين (نيومكسيكو) (بالإنجليزية: Belen, New Mexico)‏ هي مدينة تقع في الولايات المتحدة في مقاطعة فالينسيا، نيومكسيكو. يقدر عدد سكانها بـ 7,313 نسمة ومساحتها 12.2 كم2 وترتفع عن سطح البحر 1,466 متر.

## التركيبة السكانية
حدّد مكتب تعداد الولايات المتحدة بيانات التركيبة السكانية لبيلين في تعداد الولايات المتحدة. في ما يلي، التركيبة السكانية حسب تعدادي 2000 و2010.

### تعداد عام 2000
بلغ عدد سكان بيلين 6,901 نسمة بحسب تعداد عام 2000، وبلغ عدد الأسر 2,596 أسرة وعدد العائلات 1,779 عائلة مقيمة في المدينة. في حين سجلت الكثافة السكانية 140.4 نسمة لكل كيلومتر مربع (363.6/ميل2). وبلغ عدد الوحدات السكنية 2,952 وحدة بمتوسط كثافة قدره 60.1 لكل كيلومتر مربع (155.7/ميل2).
وتوزع التركيب العرقي للمدينة بنسبة 67.50% من البيض و1.07% من الأمريكيين الأفارقة و1.65% من الأمريكيين الأصليين و0.17% من الأمريكيين ذوي الأصول الآسيوية و0.16% من سكان جزر المحيط الهادئ و25.39% من الأعراق الأخرى و4.06% من عرقين مختلطين أو أكثر و68.61% من الهسبانيون أو اللاتينيون من أي عرق.
بلغ عدد الأسر 2,596 أسرة كانت نسبة 38.9% منها لديها أطفال تحت سن الثامنة عشر تعيش معهم، وبلغت نسبة الأزواج القاطنين مع بعضهم البعض 44.3% من أصل المجموع الكلي للأسر، ونسبة 17.8% من الأسر كان لديها معيلات من الإناث دون وجود شريك، بينما كانت نسبة 6.5% من الأسر لديها معيلون من الذكور دون وجود شريكة وكانت نسبة 31.5% من غير العائلات. تألفت نسبة 26.2% من أصل جميع الأسر من عدة أفراد يعيشون في نفس المنزل ونسبة 10.6% كانت تتألف من شخص يعيش بمفرده يبلغ من العمر 65 عاماً أو أكثر. وبلغ متوسط حجم الأسرة المعيشية 2.61، أما متوسط حجم العائلات فبلغ 3.14.
بلغ العمر الوسطي للسكان 34.6 عاماً. وكانت نسبة 28.7% من القاطنين تحت سن الثامنة عشر، وكانت نسبة 9.6% بين الثامنة عشر والرابعة والعشرين عاماً، ونسبة 25.4% كانت واقعةً في الفئة العمرية ما بين الخامسة والعشرين والرابعة والأربعين عاماً، ونسبة 20.9% كانت ما بين الخامسة والأربعين والرابعة والستين، ونسبة 13.4% كانت ضمن فئة الخامسة والستين عاماً فما فوق. يوجد لكل 100 أنثى 92.4 ذكر، ويوجد لكل 100 أنثى في الثامنة عشر من عمرها فما فوق 91.8 ذكر.
بلغ متوسط دخل الأسرة في المدينة 26,754 دولارًا، أما متوسط دخل العائلة فبلغ 30,765 دولارًا. وكان متوسط دخل الذكور 26,551 دولارًا مقابل 21,300 دولارًا للإناث. وسجل دخل الفرد الخاص بالمدينة 12,999 دولارًا. وكانت نسبة 23.2% من العائلات ونسبة 24.8% من السكان تحت خط الفقر، وكان من هؤلاء نسبة 34.2% تحت سن الثامنة عشر ونسبة 18.2% في الخامسة والستين من العمر وما فوق.

### تعداد عام 2010
بلغ عدد سكان بيلين 7,269 نسمة بحسب تعداد عام 2010، وبلغ عدد الأسر 2,887 أسرة وعدد العائلات 1,886 عائلة مقيمة في المدينة. في حين سجلت الكثافة السكانية 147.9 نسمة لكل كيلومتر مربع (383.1/ميل2). وبلغ عدد الوحدات السكنية 3,346 وحدة بمتوسط كثافة قدره 68.1 لكل كيلومتر مربع (176.4/ميل2).
وتوزع التركيب العرقي للمدينة بنسبة 74.30% من البيض و1.43% من الأمريكيين الأفارقة و2.56% من الأمريكيين الأصليين و0.44% من الأمريكيين ذوي الأصول الآسيوية و0.12% من سكان جزر المحيط الهادئ و16.30% من الأعراق الأخرى و4.84% من عرقين مختلطين أو أكثر و65.28% من الهسبانيون أو اللاتينيون من أي عرق.
بلغ عدد الأسر 2,887 أسرة كانت نسبة 33.1% منها لديها أطفال تحت سن الثامنة عشر تعيش معهم، وبلغت نسبة الأزواج القاطنين مع بعضهم البعض 37.8% من أصل المجموع الكلي للأسر، ونسبة 20.1% من الأسر كان لديها معيلات من الإناث دون وجود شريك، بينما كانت نسبة 7.5% من الأسر لديها معيلون من الذكور دون وجود شريكة وكانت نسبة 34.7% من غير العائلات. تألفت نسبة 28.7% من أصل جميع الأسر من عدة أفراد يعيشون في نفس المنزل ونسبة 11.2% كانت تتألف من شخص يعيش بمفرده يبلغ من العمر 65 عاماً أو أكثر. وبلغ متوسط حجم الأسرة المعيشية 2.48، أما متوسط حجم العائلات فبلغ 3.01.
بلغ العمر الوسطي للسكان 38.9 عاماً. وكانت نسبة 24.3% من القاطنين تحت سن الثامنة عشر، وكانت نسبة 10.1% بين الثامنة عشر والرابعة والعشرين عاماً، ونسبة 22.5% كانت واقعةً في الفئة العمرية ما بين الخامسة والعشرين والرابعة والأربعين عاماً، ونسبة 26.5% كانت ما بين الخامسة والأربعين والرابعة والستين، ونسبة 16.6% كانت ضمن فئة الخامسة والستين عاماً فما فوق. وتوزع التركيب الجنسي للسكان بنسبة 48.2% ذكور و51.8% إناث.

## أعلام
- ديفيد باركر راي